# Euphorbia pseudovolkensii
Euphorbia pseudovolkensii är en törelväxtart som beskrevs av Peter Vincent Bruyns. Euphorbia pseudovolkensii ingår i släktet törlar, och familjen törelväxter. Inga underarter finns listade i Catalogue of Life.